# Smjörhnúta
Smjörhnúta är en bergstopp i republiken Island. Den ligger i regionen Austurland, 400 km öster om huvudstaden Reykjavík. Toppen på smjörhnúta är 707 meter över havet.
Trakten runt Smjörhnúta är nära nog obefolkad, med mindre än två invånare per kvadratkilometer. Närmaste större samhälle är Reyðarfjörður, omkring 14 kilometer nordost om Smjörhnúta. Trakten runt Smjörhnúta består i huvudsak av gräsmarker.